# Розовогрудая гранателла
Розовогрудая гранателла (лат. Granatellus pelzelni) — вид птиц из семейства кардиналовых (Cardinalidae). Выделяют два подвида. Распространены в Южной Америке.

## Описание
Розовогрудая гранателла достигает длины 12–12,5 см и массы от 10 до 12,5 г. 
Длинный хвост часто приподнят и распушён веером. У взрослых самцов чёрная голова с белой надбровной дугой. Верхняя часть тела и крылья сине-серые, хвост чёрный. Горло белое с очень узкой (часто изломанной) чёрной нижней каймой. Нижняя часть тела розово-красная, контрастирующая с белыми боками. Радужная оболочка тёмная. Клюв черноватый с серым основание. Ноги тёмно-серые. У самок макушка, затылок, верхняя часть тела и крылья синевато-серые. Хвост чёрный. Лоб, бока головы, грудь, бока тела и подхвостье насыщенного бурого цвета. Горло и брюхо белые. Нижние кроющие перья хвоста розоватые.
Песня представляет собой серию из 5—6 чистых нот на одной высоте, передаваемую как «sweet, sweet, tuwee-tuwee-tuwee-tuwee». Позывки включают в себя резкие, сухие звуки «jrrt», часто повторяющееся регулярно, и гнусавые «tank».

## Биология
Розовогрудая гранателла добывает пищу в основном на средних и высоких уровнях, в кронах деревьев и в густых зарослях, но иногда и в подлеске. Питается насекомыми и другими беспозвоночными. Вне сезона размножения одиночные особи или пары присоединяются к смешанным стаям кормящихся птиц. Биология размножения не описана.

## Подвиды и распространение
Выделяют два подвида:
- Granatellus pelzelni pelzelni Sclater, 1865 — юг Венесуэлы, Гайана, Суринам, север и юг Бразилии
- Granatellus pelzelni paraensis Rothschild, 1906 — юг Амазонской низменности и бассейн реки Токантинс (северо-восток Бразилии)